# Line Hindhede
Line Solsø Hindhede (født 28. februar 1996 i Ejstrup, Danmark) er en kvindelig dansk tidligere håndboldspiller. 
Hun startede karrieren for Rindom SU, hvorefter hun tog til Ringkøbing Håndbold i 2015. Derefter spillede for svenske Skara HF i Svensk handbollselit fra 2017 til 2020. Derefter vendte hun tilbage til dansk håndbold, hvor hun skrev kontrakt med EH Aalborg. Efter en sæson forlod hun EH Aalborg, og tog til Rækker Mølle i 1. division. Hun indstillede karrieren i 2023.